# Friebus

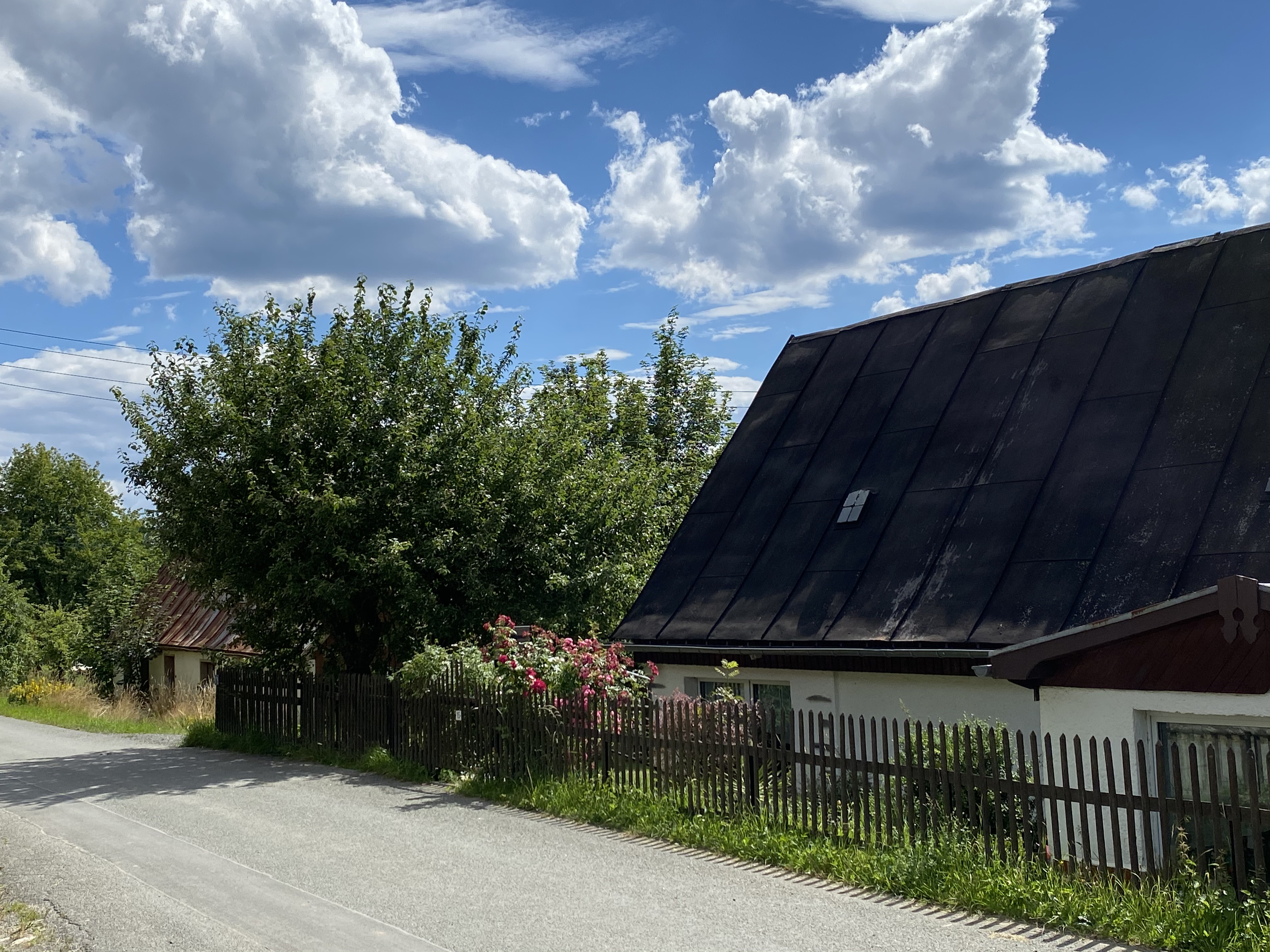
Friebus (2020)

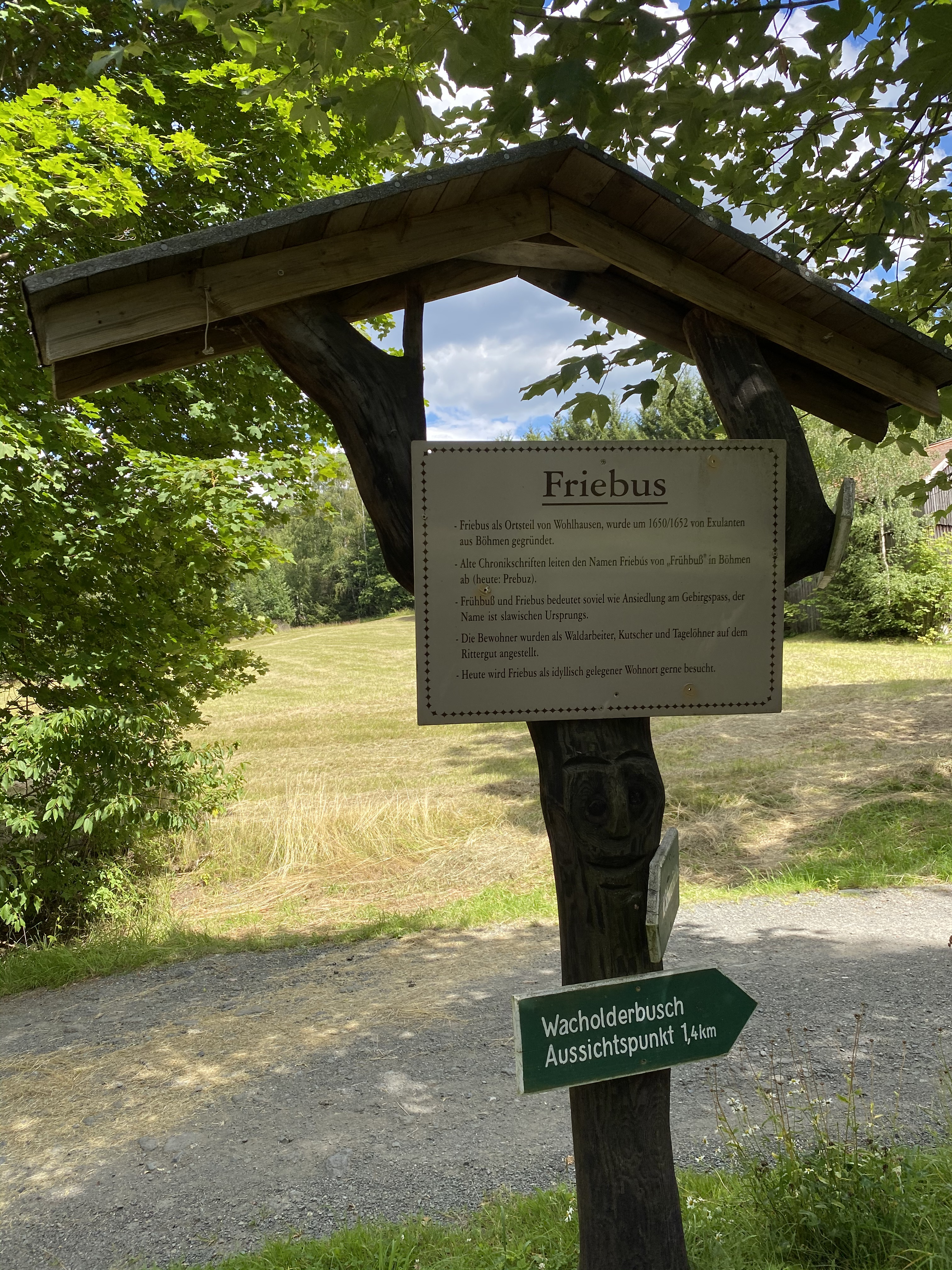
Infotafel Friebus

Friebus ist ein Gemeindeteil des Ortsteils Wohlhausen der Stadt Markneukirchen im Vogtlandkreis (Freistaat Sachsen). Er kam mit der Gemeinde Wohlhausen am 1. Januar 1994 zur Stadt Markneukirchen.

## Geografie

### Lage
Friebus liegt im Süden des sächsischen Teils des historischen Vogtlands bzw. Oberen Vogtlands, befindet sich jedoch bezüglich des Naturraums am Übergang vom Westerzgebirge zum Elstergebirge. Nordöstlich des Orts liegt der Gipfel Hoher Brand (802,8 m ü. NN). Friebus liegt nordöstlich von Wohlhausen, zu dessen Gemarkung die Siedlung auch gehört. Der Ort liegt im Naturpark Erzgebirge/Vogtland.
Im Süden und Osten wird Friebus von der Bundesstraße 283 tangiert.

### Nachbarorte
|            | Zwotental                                   | Oberzwota, Zwota |
|            | Kompassrose, die auf Nachbargemeinden zeigt |                  |
| Wohlhausen |                                             | Gopplasgrün      |

## Geschichte
Die Waldsiedlung Friebus nordöstlich von Wohlhausen wurde um 1600 als „Fripiser“ erwähnt. Sie ist somit gut 200 Jahre jünger als Wohlhausen. Der geringe Flurbesitz des Orts deutet darauf hin, dass Friebus auf der Flur des Ritterguts Wohlhausen entstand, zu dessen Gutsherrschaft der Ort auch gehörte und die auch der Gründer des Orts ist.
Das genaue Gründungsdatum ist nicht sicher belegt. Als Gründer des Orts kommen die Gutsherren Hans Georg Carl bzw. Georg Wilhelm in Frage. Mit großer Sicherheit waren die Siedler von Friebus Exulanten aus Böhmen, die wegen der dort stattfindenden Gegenreformation besonders nach 1652 wegen ihres protestantischen Glaubens verfolgt wurden und sich dadurch kurz hinter der Grenze des Kurfürstentums Sachsen niederließen. Das Gutsarchiv von Wohlhausen verzeichnet seit 1661 zahlreiche neu erscheinende Namen, deren böhmische Herkunft erwiesen ist.
Unmittelbarer Zeuge dieser Neuansiedlung ist das dicht an der sächsischen Grenze östlich von Graslitz im Tal der Rothau liegende böhmische Städtchen Frühbuß. Im Zuge der Gegenreformation in Böhmen erschien am 31. Juli 1627 ein kaiserliches Reformationspatent, das vom Adel verlangte, binnen sechs Monaten entweder katholisch zu werden oder außer Landes zu gehen. Somit kam Frühbuß im Jahr 1628 an den Freiherrn Otto von Nostitz und nach dessen Tod im Jahr 1631 an dessen Neffen, Grafen Hans Hartwig von Nostitz-Rieneck (1610–1683). Seit 1652 prägte dieser als strenger Katholik für fast 30 Jahre als Oberstkanzler die Rekatholisierung Böhmens. Besonders in seinen Herrschaften trieb er die Gegenreformation voran. In Früßbuß und im benachbarten Sauersack hatten sich die Einwohner am längsten der Gegenreformation widersetzt, so dass hier zwischen 1679 und 1684 der spätere Erzbischof von Prag Daniel Joseph Ignatz Mayer als katholischer Missionar wirken musste. Dennoch verließ ein Großteil der Bevölkerung Böhmen und siedelte sich im benachbarten Kursachsen an, um weiterhin beim protestantischen Bekenntnis bleiben zu können. So entstand auch die 20 Kilometer westlich der böhmischen Stadt Frühbuß gelegene sächsische Siedlung Friebus. Der Ortsname leitet sich vom tschechischen Wort „převoz“ ab, das „Gebirgspass“ bedeutet.
Friebus gehörte als Teil der Grundherrschaft Wohlhausen bis 1856 zum kursächsischen bzw. königlich-sächsischen Amt Voigtsberg und nach 1856 zum Gerichtsamt Markneukirchen. Zu dieser Zeit zählte die Siedlung bezüglich der Kommune jedoch zum östlich gelegenen Gopplasgrün. Um 1875 gehörte Friebus jedoch zu Wohlhausen in der Amtshauptmannschaft Oelsnitz. Durch die zweite Kreisreform in der DDR kam Friebus als Gemeindeteil von Wohlhausen im Jahr 1952 zum Kreis Klingenthal im Bezirk Chemnitz (1953 in Bezirk Karl-Marx-Stadt umbenannt), der im Jahr 1990 als sächsischer Landkreis Klingenthal fortgeführt wurde und 1996 im Vogtlandkreis aufging.
Mit der Eingliederung der Gemeinde Wohlhausen in die Stadt Markneukirchen wurde Friebus am 1. Januar 1994 ein Gemeindeteil von Markneukirchen.

## Öffentlicher Nahverkehr
Der Ort ist im Stundentakt mit der PlusBus-Linie 30 des Verkehrsverbunds Vogtland an Markneukirchen, Adorf, Bad Elster und Klingenthal angebunden. Außerdem verkehrt die zweistündliche TaktBus-Linie 93 zwischen Schöneck und Bad Elster.